# Knautia godetii
Knautia godetii är en tvåhjärtbladig växtart. Knautia godetii ingår i släktet åkerväddar, och familjen Dipsacaceae.

## Underarter
Arten delas in i följande underarter:
- K. g. godetii
- K. g. lebrunii